# Municipio de Brewer (condado de Pike)
El municipio de Brewer (en inglés: Brewer Township) es un municipio ubicado en el condado de Pike en el estado estadounidense de Arkansas. En el año 2010 tenía una población de 309 habitantes y una densidad poblacional de 7,26 personas por km².

## Geografía
El municipio de Brewer se encuentra ubicado en las coordenadas 34°1′52″N 93°46′57″O / 34.03111, -93.78250. Según la Oficina del Censo de los Estados Unidos, el municipio tiene una superficie total de 42.57 km², de la cual 42,28 km² corresponden a tierra firme y (0,66 %) 0,28 km² es agua.

## Demografía
Según el censo de 2010, había 309 personas residiendo en el municipio de Brewer. La densidad de población era de 7,26 hab./km². De los 309 habitantes, el municipio de Brewer estaba compuesto por el 95,47 % blancos, el 1,94 % eran afroamericanos, el 1,94 % eran de otras razas y el 0,65 % eran de una mezcla de razas. Del total de la población el 2,27 % eran hispanos o latinos de cualquier raza.